# Jarl Salin
Jarl Paavo Salin (till 1940 Kuusinen), född 5 oktober 1898 i Helsingfors, död 17 februari 1974, var en finländsk ingenjör. 
Salin, som var son till tullkassören Jermo (Jeremias) Kuusinen och Hulda Salin, blev student 1917, diplomingenjör i maskinbyggnad 1922, i elektroteknik 1923 och teknologie doktor 1936. Han var projekteringsingenjör vid Statens vattenkraftsbyrå och Imatra kraftverksbygge 1922–1929, biträdande chef för elektro- och maskinavdelningarna 1929–1932, tillförordnad professor i maskinbyggnad vid Åbo Akademi 1933–1937 och ordinarie professor 1937–1966. 
Salin var tillförordnad lektor i elektroteknik vid Åbo Akademi 1933–1962 och dekanus för kemisk-tekniska fakulteten där 1954–1962. Han var medlem av stadsfullmäktige i Åbo 1937–1945. Han kallades till sakkunnig vid besättning av professurer i Helsingfors, Uleåborg, Stockholm och Göteborg inalles ett tiotal gånger. Han var ledamot av statens energikommitté 1955–1957 och av Nordiska kulturkommitténs utskott för samarbete mellan de tekniska högskolorna 1958–1962. Han skrev Wahrscheinlichkeitsberechnungen in der Kraft- und Wärmetechnik (akademisk avhandling, 1936), kapitlet om värme i Tekniikan käsikirja I, sjunde upplagan 1951 samt ett 50-tal artiklar i inhemska och utländska tekniska och vetenskapliga tidskrifter. Han invaldes som ledamot av Svenska tekniska vetenskapsakademien i Finland 1934, utländsk ledamot av Kungliga Ingenjörsvetenskapsakademien i Sverige 1954 och ledamot av Akademin för tekniska vetenskaper 1957.